# Gemma-Leah Devereux
Gemma-Leah Devereux, född 9 augusti 1990 i Dublin, är en irländsk skådespelare.
Devereux har bland annat medverkat i TV-serien Smother (2021-2023). Hon har även medverkat filmerna Judy och The Bright Side.

## Filmografi (i urval)
- 2019 – Judy
- 2020 – The Bright Side
- 2021–2023 – Smother (TV-serie)